# Manoir Wayne
Le Manoir Wayne (Wayne Manor) est un manoir fictif figurant dans les comics américains publiés par DC Comics. C'est la résidence personnelle de Bruce Wayne, l'identité secrète de Batman.
La résidence est dépeinte comme un grand manoir dans la banlieue de Gotham City, et est entretenue par le majordome de la famille Wayne, Alfred Pennyworth. Alors que les premières histoires ont montré Bruce Wayne acheter lui-même la maison dans les années 1950, la continuité rétroactive établit que le manoir avait appartenu à la famille Wayne depuis plusieurs générations. Servant de résidence personnelle, le manoir se trouve au-dessus de la Batcave, que Batman utilise comme son quartier général secret. La grande majorité des références de DC Comics localisent le Manoir Wayne juste à l'extérieur de Gotham City, dans l'état du New Jersey,,,.
Dans les années 1960, le narrateur de la série télévisée se réfère à la résidence comme le "majestueux Manoir Wayne". Pour les films d'action, des châteaux anglais (country house) situés dans le Nottinghamshire, Hertfordshire, et le Buckinghamshire, ainsi que le Stevenson Taylor Hall (en) à New York, ont été utilisés pour représenter le Manoir Wayne.

## La propriété du Manoir
Le Manoir Wayne est dépeint comme étant à la périphérie de Gotham, dans l'état du New Jersey,,. Les représentations dans les bandes dessinées placent le manoir à distance de Gotham, mais suffisamment proche pour que le batsignal (en) puisse être vu de la résidence et alerter Batman d'un problème requérant sa présence.
Le terrain du Manoir comprend un grand mur encerclant toute la propriété avec une grande porte devant l'entrée principale. Le siège souterrain de Batman, la Batcave, est situé sous le manoir.
Le terrain comprend aussi une grande colline qui a été partiellement évidée pour les véhicules aériens de Batman. Il y a aussi un système de rivières souterraines qui est assez grand pour accueillir le bateau et une grande ouverture permettant le passage de celui-ci.

## L'accès à la Batcave
Le terrain du manoir comprend un vaste réseau de grottes souterraines que Bruce Wayne a découvert étant jeune garçon, et plus tard utilisa comme base d'opérations, la Batcave. La méthode utilisée pour y accéder depuis l'intérieur du manoir a varié à travers les différentes intrigues des bandes dessinées, des films et des séries. Dans les comics, elle est généralement accessible à partir d'une porte dérobée se trouvant dans un bureau du Manoir, derrière une vieille horloge grand-père qui ne fonctionne plus. Elle s'ouvre sur un escalier descendant lorsque les aiguilles de celle-ci sont placées sur 10:47, l'heure à laquelle Thomas et Martha Wayne ont été tués (à 22h47).
La Batcave est accessible à partir de l'extérieur par une entrée cachée sur le terrain du domaine. Cette entrée mène directement à la Batcave et a été représentée sous différentes formes : une chute d'eau, un étang, un hologramme, et une porte camouflée.

## Le Penthouse de la Fondation Wayne
Bien que le manoir soit habituellement la demeure de Bruce Wayne, il l'a temporairement quitté dans les comics, de la fin des années 1960 jusqu'au début des années 1980. Il a préféré vivre dans un penthouse, en haut du bâtiment de la Wayne Foundation, en ville. Il comprenait également un sous-sol secret servant de Batcave.
Bruce Wayne a pris cette décision lorsque Dick Grayson est parti pour l'université, ce qui l'a conduit à décider que le manoir était trop grand et peu pratique pour un seul résident et un serviteur. En outre, il souhaitait se rapprocher du champ principal de ses opérations dans Gotham, ce qu'une maison située en dehors de la zone urbaine ne permettait pas. Cependant, au début des années 1980, Wayne en est venu à reconsidérer ce choix et a décidé qu'être moins accessible au public, était plus avantageux pour ses activités de Batman, il est donc retourné au Manoir.

## Batman: Cataclysme
Pendant les événements de Batman: Cataclysme, un violent séisme a frappé la Ville de Gotham. L'épicentre de celui-ci était à moins d'un mile (1,6 km) du Manoir. Ce dernier a été sérieusement endommagé, ainsi que le réseau de cavernes présent en-dessous. Le sous-sol du manoir a beaucoup changé, et a mis à nu la Batcave, la dévoilant aux yeux de tous. Mais la Bat-Famille a été en mesure de déménager l'ensemble des équipements de Batman avant l'arrivée des secours pour que personne ne puisse apprendre les secrets de Bruce Wayne. Le Manoir d'origine était trop endommagé, au-delà de toute réparation, forçant Bruce Wayne à le reconstruire ainsi que la Batcave. Le résultat est une véritable forteresse, un pastiche de l'architecture gothique combinée avec des caractéristiques d'une architecture crénelée. Des panneaux solaires sont installés sur le nouveau Manoir, fournissant une électricité respectueuse de l'environnement pour le complexe. Il comprend également un héliport pour des hélicoptères commerciaux.

## Batman: Le Retour de Bruce Wayne
Dans Batman: Le Retour de Bruce Wayne (en), il est révélé que le Manoir a été conçu par Nathan Van Derm pour Darius Wayne, formant un "W" stylisé. Les jardins attenants qui existaient à l'époque où le manoir a été construit, permettaient de créer l'image symbolique d'une chauve-souris.

## Batman Eternal/Arkham Manor
Au cours de Batman Eternal, les machinations de Silence ont pour résultat la ruine de Wayne Entreprises et Bruce Wayne se retrouve en faillite après que le vilain ait fait exploser les différentes caches d'armes que Batman avait dissimulé autour de Gotham. Dans le cadre de cette faillite, le Manoir est réquisitionné par la ville et devient le nouvel Asile d'Arkham après la destruction de l'original. Bruce Wayne décide d'accepter ce nouveau statu quo, son raisonnement étant qu'il peut au moins faire en sorte que ses ennemis restent confinés dans le nouveau manoir, compte tenu de sa connaissance intime de ses entrées et sorties.
Le manoir est finalement récupéré grâce aux avocats de Bruce, mais il est provisoirement laissé vide en raison de la "mort" de Bruce et de sa résurrection l'ayant rendu amnésique. Alfred voulait donner à Bruce une chance d'avoir une vie sans Batman. Cependant, Bruce retourne au manoir quand il redécouvre qui il était.

## Autres versions

### Batman Vampire
Dans Batman & Dracula: Pluie de Sang, le Manoir Wayne est détruit dans le cadre d'un plan visant à abattre la famille vampire de Dracula. Des bombes permettent d'exposer l'intérieur de la Batcave à la lumière du soleil, après que Batman ai attiré les vampires dans la grotte. Une deuxième série de bombes font effondrer le manoir dans le réseau de cavernes permettant ainsi de dissimuler le secret de Bruce Wayne. Batman et Alfred déménagent dans une maison du centre ville. Batman réside dans un mausolée présent dans le sous-sol et Alfred prépare son équipement dans la maison principale. 

### Kingdom Come
Dans Kingdom Come, le Manoir a été en grande partie détruit par Double-Face et Bane après que la véritable identité de Batman a été exposée ; la Batcave, cependant, est restée relativement intacte. À la fin du roman graphique, le Manoir a été reconstruit comme hôpital ou hospice pour les victimes du Goulag.

## Dans les autres médias

### Séries TV

#### Batman
Dans la série live des années 1960, les extérieurs ont été tournés à Pasadena, en Californie, au 380 South San Rafael Avenue (34° 08′ 14″ N, 118° 10′ 12″ O),, à environ un mile (1,6 km) au sud du Rose Bowl Stadium. Les intérieurs ont été tournés sur divers plateaux de tournages. Le principal accès à la Batcave du manoir est situé dans le bureau de Bruce Wayne, derrière une bibliothèque encastrée dans le mur. Les étagères sont activées grâce à un interrupteur caché dans un buste de William Shakespeare. Elles disparaissent pour révéler deux perches de pompiers pour descendre à la Batcave. Par le biais d'un mécanisme inconnu, les perches permettent à Batman et Robin de passer de leurs costumes civils à leurs costumes de justiciers (le film basé sur la série montre un interrupteur qui déclenche le changement, mais le processus en lui-même n'a jamais été expliqué). Les intérieurs et l'extérieur du Manoir Wayne ont également été utilisés pour les épisodes "Charity" et "The Visitors" de la série Mission: Impossible. Ils ont été utilisés en 2016, par un autre groupe de super-héros, comme résidence du chef d'Hydra, Gédéon Malick, dans Marvel: Agents of S.H.I.E.L.D. sur la chaîne ABC.

#### Gotham
Le Stevenson Taylor Hall de l'Institut Webb reprend son rôle de Manoir Wayne pour la série TV Gotham.

### Films

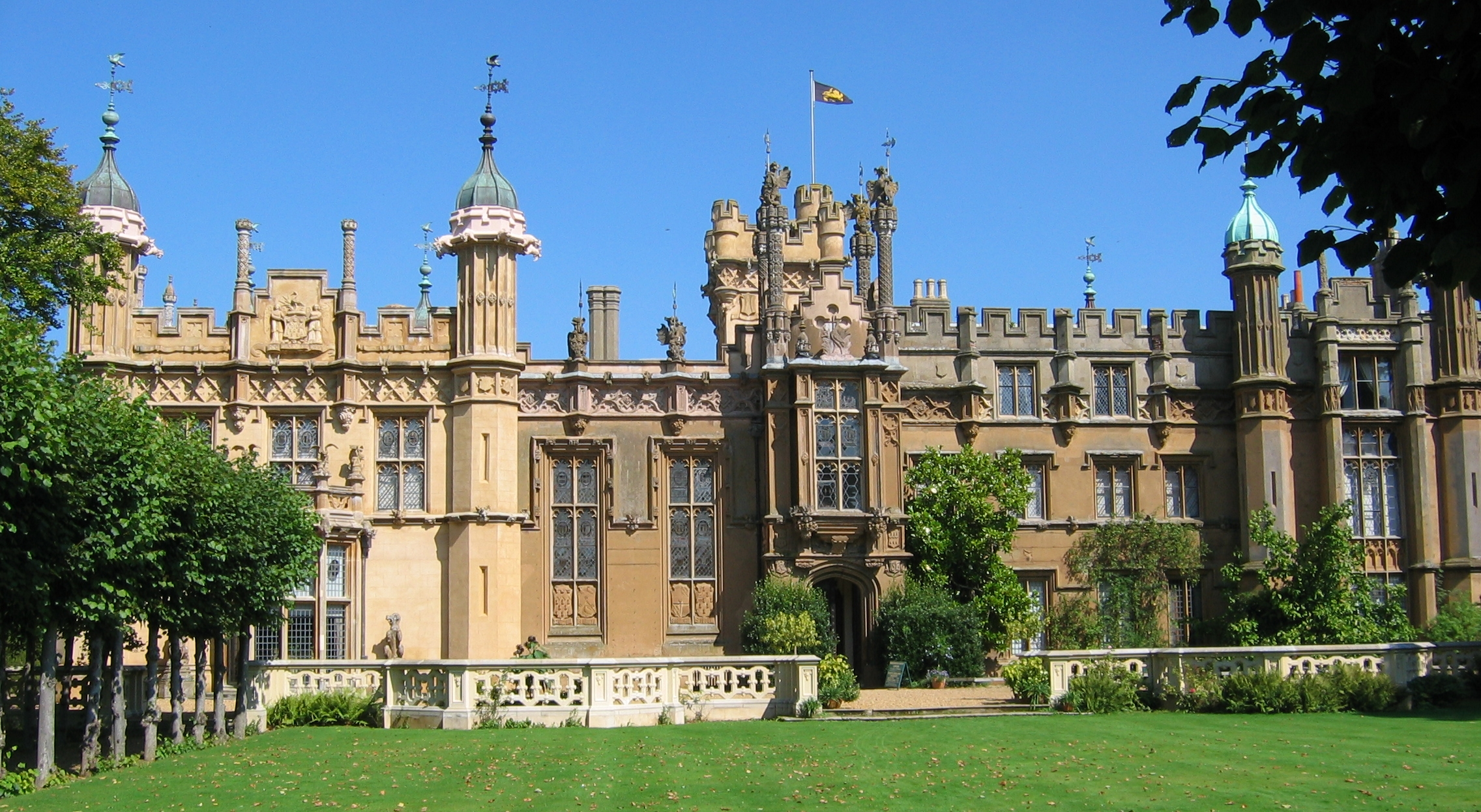
Knebworth House a été utilisé pour les extérieurs du film de 1989, Batman.

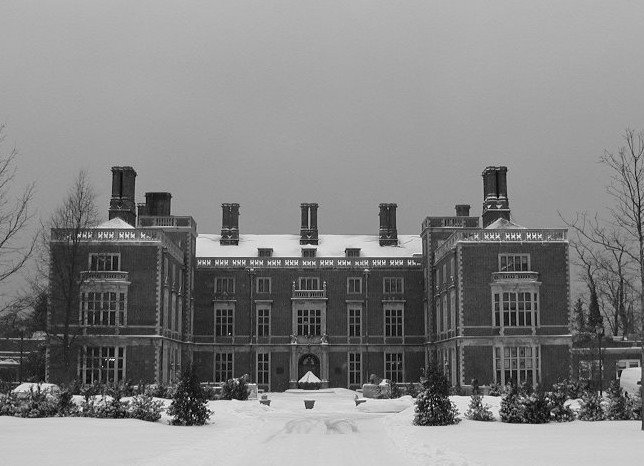
Stevenson Taylor Hall, Institut Webb à Glen Cove, New York a été utilisé comme Manoir Wayne dans Batman Forever, Batman et Robin et la série Gotham.

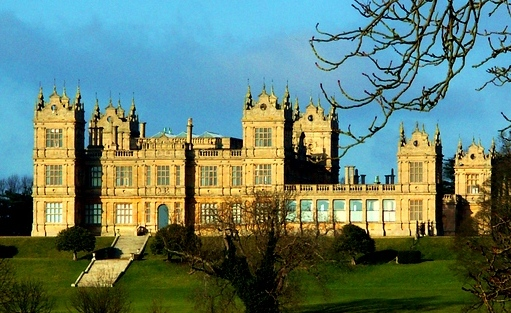
Mentmore Towers a été utilisé pour les scènes extérieures dans Batman Begins.

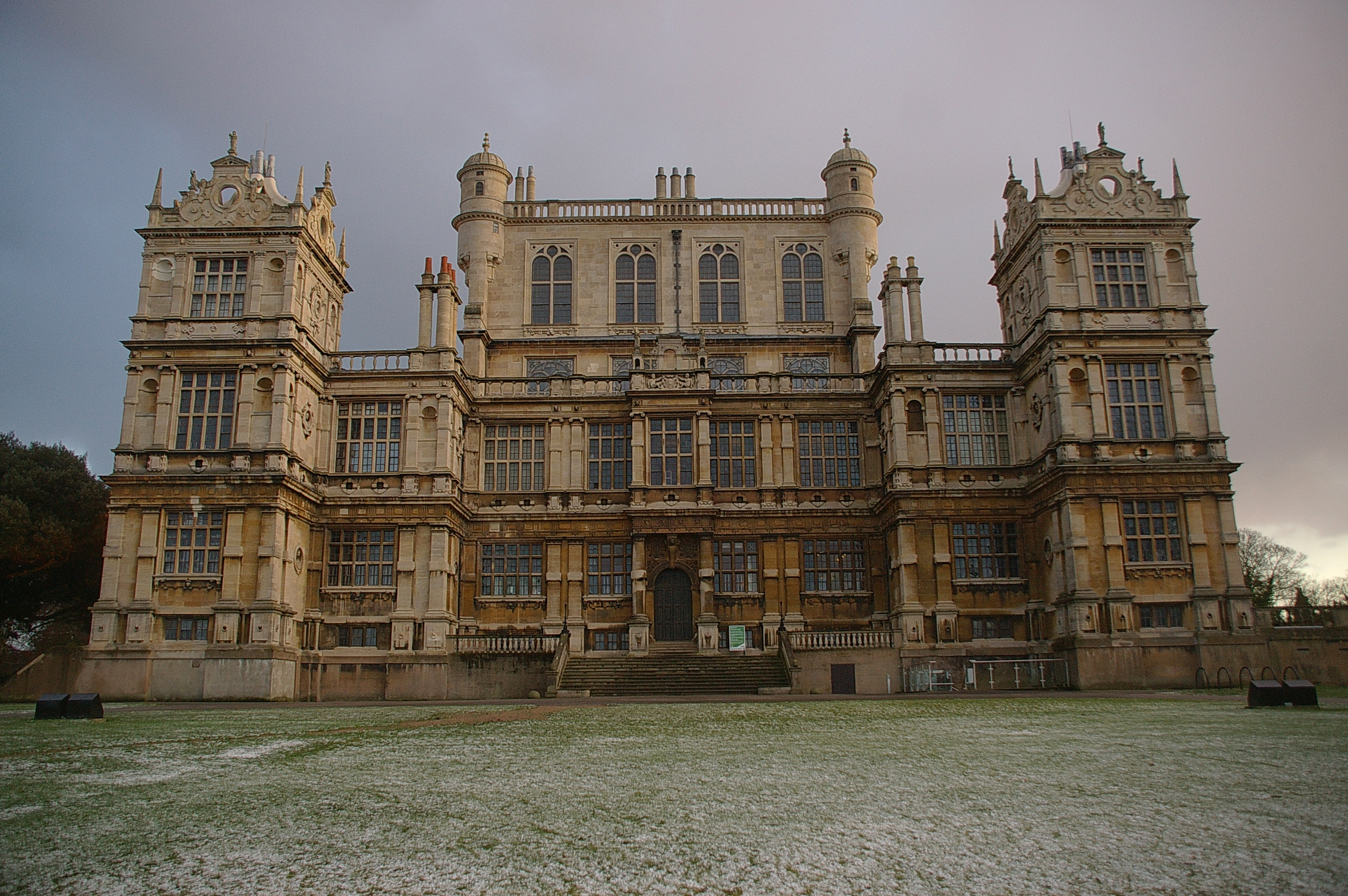
Wollaton Hall a été utilisé comme Manoir Wayne dans The Dark Knight Rises.

#### Serial de Lambert Hillyer
Le serial de 1943, Batman qui est à l'origine de l'utilisation d'une vieille horloge grand-père comme porte de la batcave (ou "grotte des chauves-souris" comme on l'appelait dans la série), un dispositif qui a été adopté par la bande dessinée. L'austère grotte de chauve-souris avait seulement un bureau décoré, et un mur à l'arrière sur lequel était projeté la forme d'une chauve-souris.

#### Serial de Spencer Gordon Bennet
Le serial Batman et Robin de 1949 a montré un peu plus d'éléments du Manoir Wayne que son prédécesseur. Il a continué à utiliser l'horloge grand-père comme porte secrète pour la grotte, celle-ci était plus élaborée que celle de 1943, et avait en plus une cellule de détention.

#### Les films de Tim Burton
Dans Batman de 1989, Knebworth House, manoir de style Gothique Tudor à 45 km (28 miles) au nord de Londres, a été utilisé pour l'extérieur. L'intérieur, cependant, est le Hatfield House, dans le Hertfordshire. La salle de jeu du film utilise la longue galerie, et le hall en marbre a été utilisé pour "l'arsenal" Wayne avec le miroir sans tain. Dans Batman Returns (1992), une copie à taille réelle a été utilisée pour l'extérieur du Manoir Wayne. Dans cette suite, le passage pour la Batcave est dévoilé en allumant des lumières, l'interrupteur se trouvant dans un aquarium proche, on descend alors à travers un faux-plancher via une vierge de fer, bien qu'Alfred lance une boutade en disant qu'il va "prendre l'escalier".

#### Les films de Joel Schumacher
Dans Batman Forever (1995) et Batman & Robin (1997), Stevenson Taylor Hall, abritant l'Institut Webb (en), à Glen Cove, New York, a été utilisé pour les scènes extérieures du Manoir Wayne. Dans Batman Forever, Dick Grayson découvre une porte d'entrée pour la Batcave dissimulée derrière le placard de l'argenterie.

#### Les films de Christopher Nolan
Dans Batman Begins (2005), l'ancienne propriété des Rothschild (en), Mentmore Towers dans le Buckinghamshire, a été utilisée pour décrire l'extérieur du Manoir Wayne et son intérieur. Dans Batman Begins, la partie principale de la maison est détruite par un incendie causé par Ra's al Ghul, bien que ses fondations survivent intactes. Des travaux de reconstruction sont en cours lorsque le film se termine, avec Alfred suggérant à Bruce de faire des améliorations sur le coin sud-est du manoir (où la Batcave est située). Le passage secret est une cage d'ascenseur, construite à l'origine comme faisant partie du chemin de fer clandestin, et accessible par le jeu de trois notes sur un piano proche.
Dans The Dark Knight (2008), le Manoir Wayne est encore en cours de reconstruction et n'est donc jamais aperçu, mais il est brièvement mentionné comme étant près des limites de la ville, à l'extérieur, dans un quartier appelé les Palisades. Bruce Wayne a emménagé dans un penthouse situé sur deux niveaux dans un hôtel qu'il a acheté. Son équipement est situé dans une zone différente : un bunker secret en dessous d'un conteneur de fret dans une zone en construction détenue par Wayne Entreprises. Le penthouse a un passage secret vers un emplacement, à l'intérieur de l'hôtel, où Wayne cache son équipement de Batman. Selon la campagne virale, il fait 2 300 m² (25 000 pieds carrés) avec 12 m de hauteur de plafonds (40 pieds), deux gigantesques balcons, un héliport pour son hélicoptère privé, et une vue à 360 degrés de l'ensemble de la ville. Les frais d'entretien mensuels sont autour de 31 000 $.
Le Manoir Wayne reconstruit est apparu dans The Dark Knight Rises (2012), qui se déroule huit ans après les événements de The Dark Knight. Le  Wollaton Hall (qui est une proche réplique du Mentmore Towers) à Nottingham, représente l'extérieur et l'intérieur du Manoir Wayne,,. La scène de la salle de dessin de Selina Kyle dans The Dark Knight Rises a été filmée dans Osterley Park House à Hounslow, en Angleterre, qui est dans la banlieue de Londres. La salle de dessin du film est en fait le hall d'entrée du manoir. L'intérieur a été conçu par le célèbre architecte Néoclassique Robert Adam. À la fin du film, suite `la mort présumée de Batman, il est décidé de faire transformer par des associés la moitié du manoir en orphelinat, et le nomme d'après ses parents. Il donne l'autre moitié à Alfred Pennyworth.

#### DC Extended Universe
La Manoir Wayne apparaît dans Batman v Superman: Dawn of Justice. Il a été abandonné depuis un certain temps, après qu'un grand incendie ait détruit la plupart du bâtiment. Bruce et Alfred résident maintenant dans la « Glasshouse » (Maison de Verre), un petit manoir moderne situé sur les rives d'un lac. Bruce visite le caveau familial, sur le terrain du manoir et visite brièvement les ruines de celui-ci avant son combat contre Superman. Dans Justice League, à la suite de la défaite de Steppenwolf et de son armée de Parademons, Bruce et Alfred revisitent le manoir, accompagnés de Diana. Bruce contemple la reconstruction de celui-ci pour servir de siège à la nouvelle équipe. Il suggère d'installer dans la salle principale une table ronde avec six chaises. Diana ajoute que la table devrait avoir de la place pour pouvoir ajouter des sièges plus tard.
Dans le film The Flash (2022), la Burghley House sert de décor au manoir de Bruce Wayne du multivers, incarné par Michael Keaton.

### Animation

#### DC Animated Universe
Dans Batman: La Série Animée, une adresse est donnée pour le Manoir Wayne, dans l'épisode "La Quête du Démon" (épisode 60), indiquant qu'il est situé au 1007 Mountain Drive, Gotham City. La conception du manoir est similaire aux versions précédentes, mais avec un aspect beaucoup plus art déco, à l'intérieur et à l'extérieur. Cette version du manoir a été construite sur une falaise surplombant l'océan. La forme unique de la section principale du toit ressemble vaguement aux "oreilles" du symbole de Batman. La Ligue de Justice a également visité le manoir au cours de l'invasion Thanagarienne pour planifier leur prochaine attaque après avoir échappé à la captivité. Il a été endommagé au cours d'une attaque contre le manoir lui-même, l'ennemi étant à la recherche de la Ligue de Justice. À la suite de la défaite des Thanagariens, Alfred a entrepris des réparations.
À l'époque de Batman: Beyond, le Manoir Wayne est exactement identique à celui de Batman: La Série Animée, excepté quelques améliorations modernes. L'intérieur du Manoir semble être désert et tout le mobilier est recouvert de couvertures. L'horloge s'ouvre maintenant en tirant sur un levier à l'intérieur de celle-ci.

#### The Batman
Dans The Batman, le Manoir Wayne est dépeint comme un bâtiment, beaucoup plus grand, de 7 étages. La première entrée est cachée derrière une machine de jeu vidéo, mais plus tard, dans les saisons suivantes, l'entrée a été remplacée par la traditionnelle horloge grand-père et une perche.

#### Batman: The Brave and the Bold
Dans Batman : L'Alliance des héros, le Manoir Wayne peut être vu brièvement dans l'épisode "The Color of Revenge" (épisode 18), où Batman et Robin utilisent la perche pour accéder à la Batcave.

#### Batman: Under the Red Hood
On aperçoit rapidement le Manoir quand Bruce creuse la tombe de Jason Todd qui est située dans l'arrière-cour.

#### Batman: Année Un
Le Manoir est aperçu en arrière-plan lors de l'entraînement de Bruce, et lors de la visite du Lieutenant Gordon et de sa femme. Le design reprend exactement le même dessin que dans le roman graphique du même nom,  Batman: Année Un.

#### Batman: The Dark Knight Returns Partie 1et2
La conception du Manoir Wayne est la même que celle utilisée dans Batman: Année Un. Il sert de maison à Bruce Wayne qui  s'y est retiré après avoir cessé toute activité sous le masque de Batman 10 ans auparavant, en raison de la mort de Jason Todd (Les circonstances de sa mort sont inconnues). Lorsque l’électricité fut coupée (après que Superman ai dévié des missiles nucléaires Soviétiques provoquant une EMP), le Manoir fut alimenté par un groupe électrogène de secours. Le Manoir Wayne a été détruit au cours de la confrontation finale de Batman et Superman dans Gotham, lorsque Alfred activa l'auto-destruction. Alors que le Manoir brûlait entièrement, Alfred fut victime d'une crise cardiaque fatale.

#### Justice League: The Flashpoint Paradox
On peut voir le Manoir dans la ligne temporelle alternative comme étant la maison de Thomas Wayne. Cependant, il est fortement délabré et abandonné. Thomas a pris le rôle de Batman, à la suite du meurtre de son fils Bruce par Joe Chill. Ainsi qu'à la descente dans la folie et la transformation en Joker de sa femme Martha. Le balcon du Manoir est le lieu où Thomas et Barry Allen tentent à deux reprises de restaurer la connexion de Barry à la Force Véloce. Le design utilisé pour le manoir est le même que celui utilisé dans les films Batman: Année Un et Batman: The Dark Knight Returns.

#### The Lego Batman Movie
Le Manoir Wayne présent dans Lego Batman, le film est situé sur une île appelée "Wayne Island". L'entrée de la Batcave est accessible derrière une cheminée.
Le Manoir Wayne et l'île Wayne sont contrôlées par un HAL 9000, la version du Batordinateur, appelé ici "Ordi".

### Jeux vidéos
Dans Injustice: les Dieux sont Parmi Nous, le Manoir Wayne est vu dans un univers parallèle où Superman règne sur le monde. Parce que Batman menait l'insurrection contre lui, Superman expose son identité et fait boucler le manoir. Batman, accompagné par Green Arrow, Wonder Woman, Green Lantern et Aquaman, infiltrent le Manoir Wayne pour accéder à la Batcave et récupérer une arme en kryptonite pour l'utiliser contre Superman.

#### Batman: Arkham
- Batman: Arkham City dispose de plusieurs cartes de défis situées dans le Manoir Wayne, incluant la salle principale et l'arsenal.
- L'intérieur du Manoir est présent dans le DLC Batman: Arkham Origins Cold, Cold Heart, durant la fête du Réveillon du Nouvel An de Bruce Wayne, qui est gâchée par l'arrivée du gang de Mister Freeze et du Pingouin, qui étaient à la recherche de Ferris Boyle.
- La Manoir Wayne est brièvement présenté dans Batman: Arkham Knight. Après que l'Épouvantail expose l'identité de Batman au monde, une foule de journalistes s'est rassemblée à l'extérieur, devant les portes d'entrée. Le Chevalier noir revient ensuite au manoir pour promulguer le Protocole Knightfall. Il est accueilli par Alfred et entre à l'intérieur, le Manoir est alors détruit par une série d'explosions, donnant au monde l'impression que Bruce Wayne/Batman est mort.